# Aeaea risor
Aeaea risor är en fjärilsart som beskrevs av Hodges 1964. Aeaea risor ingår i släktet Aeaea och familjen fransmalar. Inga underarter finns listade i Catalogue of Life.